# A Million for a Baby
A Million for a Baby è un cortometraggio muto del 1916 diretto da Harry Beaumont.

## Produzione
Il film fu prodotto dalla Essanay Film Manufacturing Company.

## Distribuzione
Distribuito dalla General Film Company, il film - un cortometraggio in tre bobine - uscì nelle sale cinematografiche USA il 6 settembre 1916.